# Nikita Jewgenjewitsch Kokarew
Nikita Jewgenjewitsch Kokarew (russisch Никита Евгеньевич Кокарев; * 8. Januar 2003 in Dondukowskaja) ist ein russischer Fußballspieler.

## Karriere

### Verein
Kokarew begann seine Karriere beim FK Krasnodar. Im April 2019 absolvierte er sein erstes und einziges Spiel für Krasnodars dritte Mannschaft in der drittklassigen Perwenstwo PFL. Im Oktober 2021 spielte er erstmals für die zweite Mannschaft Krasnodars in der Perwenstwo FNL. In der Saison 2021/22 kam er insgesamt zu 13 Zweitligaeinsätzen für Krasnodar-2.
Zur Saison 2022/23 wurde Kokarew an Drittligist Rotor Wolgograd verliehen. Für Rotor hütete er bis zur Winterpause 14 Mal in der PFL das Tor. Im Januar 2023 kehrte er nach Krasnodar zurück, wo er fortan als Ersatztormann zum Kader der ersten Mannschaft gehörte. Zu einem Einsatz kam er aber nicht. Zur Saison 2023/24 verließ er Krasnodar dann fest und schloss sich Zweitligist Arsenal Tula an. Für Tula kam er insgesamt zu 29 Zweitligaeinsätzen.
Zur Saison 2024/25 wechselte Kokarew zum Erstligaaufsteiger FK Chimki. Sein Debüt in der Premjer-Liga gab er dann im September 2024 gegen den FK Orenburg.

### Nationalmannschaft
Kokarew spielte 2018 dreimal für die russischen U-15- und U-16-Teams.